# Twerk (песня)
«Twerk» — песня хип-хоп-дуэта из Майами City Girls с альбома Girl Code, записанная при участии хип-хоп-певицы Карди Би и выпущенная 8 января 2019 года.

## Музыкальное видео
Режиссёрами видео стали Дапс и Сара Лакомб. Клип был снят в Майами и выпущен 18 января 2019 года. По сюжету видео Юнг Майами и Карди Би, раскрашенные как зебра и тигр, танцуют в окружении других девушек в различных локациях (яхта, пляж, стройка). Вторая участница дуэта City Girls Джей Ти не смогла принять участие в съёмках, поскольку находилась в тюрьме по обвинению в мошенничестве с кредитными картами. Большинство девушек в клипе являются финалистами интернет-конкурса, объявленного City Girls ещё 9 ноября, с целью найти «лучших тверкеров в мире». Финалисты были объявлены в декабре и 20 лучших девушек имели возможность принять участие в съёмках клипа. Женщина получившая главный денежный приз показана в конце видео, она прикуривает сигарету стоя на голове.

## Отзывы
В Forbes отметили, что в песне есть правильный баланс между баунсом и хип-хопом и таким образом она отдаёт дань уважения истокам танца. По мненмю издания это тот гимн тверка, которого как раз сейчас, в конце 2010-х годов, не хватало. В остальном восторженные отзывы касались видеоряда.

## Чарты
| Чарт (2018-19)                        | Пиковая позиция |
| ------------------------------------- | --------------- |
| Канада (Billboard Canadian Hot 100)   | 70              |
| Новая Зеландия (RMNZ Hot Singles)     | 31              |
| США (Billboard Hot 100)               | 29              |
| США (Billboard Hot R&B/Hip-Hop Songs) | 14              |
| США (Billboard R&B/Hip-Hop Airplay)   | 3               |
| США (Billboard Rhythmic)              | 13              |

## Сертификация
| Регион | Сертификация | Продажи   |
| --- | ------------ | --------- |
| США (RIAA) | Платиновый   | 1 000 000 |
| * Данные о продажах приведены только на основе сертификации. · ^ Данные о тиражах приведены только на основе сертификации. · Данные о продажах + прослушиваниях приведены только на основе сертификации. |              |           |